# Discographie de Calvin Harris
La discographie du DJ et producteur écossais Calvin Harris est constituée de six albums studio, neuf EPs, un album de mixes et 51 singles.

## Albums studio
| Titre                                                                           | Détails                                                                                   | Positions | Positions | Positions | Positions | Positions | Positions | Positions | Positions | Positions | Positions | Positions | Positions | Positions | Certifications                                               |
| Titre                                                                           | Détails                                                                                   | R-U       | ÉCO       | ALL       | AUS       | BEL (FL)  | BEL (WAL) | CAN       | É-U       | FRA       | IRE       | N-Z       | P-B       | SUI       | Certifications                                               |
| ------------------------------------------------------------------------------- | ----------------------------------------------------------------------------------------- | --------- | --------- | --------- | --------- | --------- | --------- | --------- | --------- | --------- | --------- | --------- | --------- | --------- | ------------------------------------------------------------ |
| I Created Disco                                                                 | - Sortie: 15 juin 2007 - Label: Columbia (#FLYEYE010) - Formats: CD, LP, téléchargement   | 8         | 6         | —         | —         | —         | —         | —         | 4         | 5         | 34        | —         | —         | —         | - : Or                                                       |
| Ready for the Weekend                                                           | - Sortie: 14 août 2009 - Label: Columbia (#88697571911) - Formats: CD, LP, téléchargement | 1         | 1         | —         | 39        | —         | 74        | —         | 2         | 3         | 6         | —         | —         | —         | - : Or                                                       |
| 18 Months                                                                       | - Sortie: 26 octobre 2012 - Label: Columbia - Formats: CD, LP, téléchargement             | 1         | 1         | 63        | 5         | 50        | 44        | 8         | 89        | 60        | 2         | 4         | 24        | 30        | - : Platine - : Platine - : 2 × Platine - : Or - : Or - : Or |
| Motion                                                                          | - Sortie: 3 novembre 2014 - Label: Columbia - Formats: CD, LP, téléchargement             | 2         | 1         | 20        | 3         | 20        | 25        | 2         | 65        | 20        | 5         | 4         | 25        | 2         | - : Platine - : Or                                           |
| Funk Wav Bounces Vol. 1                                                         | - Sortie: 30 juin 2017 - Label: Columbia - Formats: CD, LP, téléchargement                | 2         | 2         | 29        | 5         | 14        | 25        | 1         | 54        | 21        | 2         | 3         | 5         | 10        | - : Or - : Or - : Or                                         |
| Funk Wav Bounces Vol. 2                                                         | - Sortie: 5 août 2022 - Label: Columbia - Formats: CD, LP, téléchargement                 | 5         | 9         | —         | 30        | 112       | 134       | 9         | 17        | 45        | 23        | 18        | 28        | 30        |                                                              |
| « — » signifie que l'album n'est pas sorti ou ne s'est pas classé dans le pays. |                                                                                           |           |           |           |           |           |           |           |           |           |           |           |           |           |                                                              |

## Extended plays

### Sous Calvin Harris
- Napster Live Session (2007)

## Singles

### Artiste principal
| Titre                                                                             | Année | Positions | Positions | Positions | Positions | Positions | Positions | Positions | Positions | Positions | Positions | Positions | Positions | Positions | Certifications | Album                                      |
| Titre                                                                             | Année | R-U       | ÉCO       | ALL       | AUS       | BEL (FL)  | BEL (WAL) | CAN       | É-U       | FRA       | IRE       | N-Z       | P-B       | SUI       | Certifications | Album                                      |
| --------------------------------------------------------------------------------- | ----- | --------- | --------- | --------- | --------- | --------- | --------- | --------- | --------- | --------- | --------- | --------- | --------- | --------- | --- | ------------------------------------------ |
| Let Me Know (feat Ayah Marar)                                                     | 2004  | —         | —         | —         | —         | —         | —         | —         | —         | —         | —         | —         | —         | —         | | I Created Disco                            |
| Acceptable in the 80s                                                             | 2006  | 10        | 9         | 30        | 97        | —         | —         | —         | —         | —         | 30        | —         | —         | —         | - : Argent - : Platine | I Created Disco                            |
| Rock Band                                                                         | 2006  | —         | —         | —         | —         | —         | —         | —         | —         | —         | —         | —         | —         | —         | | I Created Disco                            |
| Vegas                                                                             | 2007  | —         | —         | —         | —         | —         | —         | —         | —         | —         | —         | —         | —         | —         | | I Created Disco                            |
| The Girls                                                                         | 2007  | 3         | 4         | —         | 33        | —         | —         | —         | —         | —         | 23        | —         | —         | —         | - : Argent | I Created Disco                            |
| Merrymaking at My Place                                                           | 2007  | 43        | 23        | —         | —         | —         | —         | —         | —         | —         | —         | —         | —         | —         | | I Created Disco                            |
| Colours                                                                           | 2007  | —         | —         | —         | —         | —         | —         | —         | —         | —         | —         | —         | —         | —         | | I Created Disco                            |
| I'm Not Alone                                                                     | 2009  | 1         | 2         | —         | 48        | 13        | 8         | —         | —         | —         | 4         | 40        | 62        | —         | - : Platine - : Platine | Ready for the Weekend                      |
| Ready for the Weekend                                                             | 2009  | 3         | 3         | —         | —         | —         | —         | —         | —         | —         | 9         | —         | —         | —         | - : Argent | Ready for the Weekend                      |
| Flashback                                                                         | 2009  | 18        | 16        | —         | 38        | —         | —         | —         | —         | —         | 23        | —         | —         | —         | - : Or | Ready for the Weekend                      |
| You Used to Hold Me                                                               | 2010  | 27        | 21        | —         | 57        | —         | —         | —         | —         | —         | 30        | —         | —         | —         | - : Platine | Ready for the Weekend                      |
| Awooga                                                                            | 2011  | —         | —         | —         | —         | —         | —         | —         | —         | —         | —         | —         | —         | —         | | 18 Months                                  |
| Bounce (feat Kelis)                                                               | 2011  | 2         | 1         | —         | 7         | 7         | —         | —         | —         | —         | 6         | 6         | 27        | —         | - : Platine - : 3 × Platine - : Or                                                                                                  | 18 Months                                  |
| Feel So Close                                                                     | 2011  | 2         | 1         | —         | 7         | 25        | —         | 9         | 12        | 11        | 2         | 5         | 32        | 57        | - : Platine - : 5 × Platine - : 5 × Platine - : 3 × Platine - : Platine - : Or                                                      | 18 Months                                  |
| Let's Go (feat Ne-Yo)                                                             | 2012  | 2         | 2         | 59        | 17        | 31        | 27        | 19        | 17        | 117       | 6         | 14        | 44        | 40        | - : Or - : Platine - : Platine | 18 Months                                  |
| We'll Be Coming Back (feat Example)                                               | 2012  | 2         | 1         | —         | 8         | —         | —         | —         | —         | —         | 1         | 16        | 28        | —         | - : Or - : 3 × Platine - : Or | 18 Months                                  |
| Iron (avec Nicky Romero)                                                          | 2012  | —         | —         | —         | —         | —         | —         | —         | —         | —         | —         | —         | —         | —         | | 18 Months                                  |
| Sweet Nothing (feat Florence Welch)                                               | 2012  | 1         | 1         | 19        | 2         | 9         | 23        | 15        | 10        | 17        | 1         | 2         | 29        | 36        | - : Platine - : Or - : 4 × Platine - : Or - : 2 × Platine - : 2 × Platine - : Platine - : Or                                        | 18 Months                                  |
| Drinking from the Bottle (feat Tinie Tempah)                                      | 2013  | 5         | 3         | —         | 16        | 34        | —         | —         | —         | 62        | 9         | 34        | 83        | —         | - : Platine - : 2 × Platine | 18 Months                                  |
| I Need Your Love (feat Ellie Goulding)                                            | 2013  | 4         | 3         | 13        | 3         | 8         | 7         | 13        | 16        | 10        | 6         | 5         | 33        | 6         | - : Platine - : Platine - : 4 × Platine - : Or - : 3 × Platine - : 2 × Platine - : Or - : Platine                                   | 18 Months                                  |
| Thinking About You (feat Ayah Marar)                                              | 2013  | 8         | 7         | 56        | 28        | 20        | 38        | 58        | 86        | 92        | 11        | 40        | 35        | 58        | - : Or - : Platine | 18 Months                                  |
| Under Control (avec Alesso & Hurts)                                               | 2013  | 1         | 1         | 24        | 17        | 42        | —         | 82        | —         | 55        | 5         | 31        | 59        | 34        | - : Or - : Platine - : Or - : Or - : Or                                                                                             | Motion / Forever                           |
| Summer                                                                            | 2014  | 1         | 1         | 3         | 4         | 5         | 3         | 3         | 7         | 15        | 1         | 19        | 3         | 3         | - : Platine - : Platine - : 3 × Platine - : Or - : 3 × Platine - : 3 × Platine - : Or - : Platine - : 2 × Diamant                   | Motion                                     |
| C.U.B.A.                                                                          | 2014  | 89        | —         | —         | —         | —         | —         | —         | —         | —         | —         | —         | —         | —         | | Motion                                     |
| Blame (feat John Newman)                                                          | 2014  | 1         | 1         | 4         | 9         | 7         | 2         | 11        | 19        | 7         | 5         | 9         | 3         | 4         | - : Platine - : Platine - : 3 × Platine - : 1 × Platine - : 2 × Platine - : Or - : Or                                               | Motion                                     |
| Burnin' (avec R3hab)                                                              | 2014  | —         | 77        | —         | —         | —         | —         | —         | —         | —         | —         | —         | —         | —         | | Motion                                     |
| Outside (feat Ellie Goulding)                                                     | 2014  | 6         | 3         | 1         | 7         | 8         | 8         | 10        | 29        | 19        | 5         | 7         | 8         | 5         | - : Platine - : Or - : 3 × Platine - : 2 × Platine - : Platine - : Diamant                                                          | Motion                                     |
| Overdrive (Part 2) (avec Ummet Ozcan)                                             | 2014  | —         | —         | —         | —         | —         | —         | —         | —         | —         | —         | —         | —         | —         | | Motion                                     |
| Open Wide (feat Big Sean)                                                         | 2015  | 23        | 5         | 22        | 77        | —         | —         | —         | —         | 37        | —         | —         | —         | 41        | | Motion                                     |
| Pray to God (feat Haim)                                                           | 2015  | 35        | 25        | 23        | 10        | —         | 36        | 68        | —         | 59        | 21        | 39        | 59        | 61        | - : Argent - : Platine | Motion                                     |
| How Deep Is Your Love (avec Disciples)                                            | 2015  | 2         | 2         | 4         | 1         | 1         | 1         | 16        | 27        | 2         | 3         | 2         | 2         | 4         | - : 4 × Platine - : Platine - : 5 × Platine - : Platine - : 2 × Platine - : 2 × Platine - : 2 × Platine - : Diamant                 | 96 Months                                  |
| This Is What You Came For (avec Rihanna)                                          | 2016  | 2         | 1         | 5         | 1         | 4         | 4         | 1         | 3         | 5         | 1         | 2         | 3         | 4         | - : 2 × Platine - : Platine - : 8 × Platine - : Platine - : 4 × Platine - : 4 × Platine - : Diamant - : Platine - : 2 × Diamant     | 96 Months                                  |
| Hype (avec Dizzee Rascal)                                                         | 2016  | 34        | 13        | —         | —         | —         | —         | —         | —         | —         | —         | —         | —         | —         | |                                            |
| My Way                                                                            | 2016  | 4         | 1         | 5         | 9         | 5         | 6         | 14        | 24        | 4         | 4         | 10        | 6         | 2         | - : Platine - : 3 × Platine - : Platine - : Platine - : Or - : Platine - : Diamant - : Or - : Platine - : Diamant                   | 96 Months                                  |
| Slide (feat Frank Ocean & Migos)                                                  | 2017  | 10        | 8         | 25        | 11        | 10        | 15        | 16        | 25        | 15        | 12        | 8         | 21        | 25        | - : Platine - : Or - : Platine - : Platine - : 2 × Platine - : Platine - : Or - : Platine                                           | Funk Wav Bounces Vol. 1                    |
| Heatstroke (feat Young Thug & Pharrell Williams & Ariana Grande)                  | 2017  | 25        | 11        | 85        | 23        | —         | —         | 53        | 96        | 23        | 33        | —         | —         | 40        | - : Argent - : Platine - : Or | Funk Wav Bounces Vol. 1                    |
| Rollin' (feat Future & Khalid)                                                    | 2017  | 43        | 22        | 94        | 40        | —         | —         | 36        | 62        | 38        | 38        | 34        | 58        | 73        | - : Argent - : Or - : Or | Funk Wav Bounces Vol. 1                    |
| Feels (feat Pharrell Williams & Katy Perry & Big Sean)                            | 2017  | 1         | 2         | 9         | 3         | 3         | 1         | 5         | 20        | 1         | 3         | 2         | 9         | 6         | - : Platine - : Or - : Platine - : Platine - : 2 × Platine - : Diamant - : Platine - : Platine                                      | Funk Wav Bounces Vol. 1                    |
| Hard to Love (feat Jessie Reyez)                                                  | 2017  | —         | —         | —         | —         | —         | —         | —         | —         | —         | —         | —         | —         | —         | | Funk Wav Bounces Vol. 1                    |
| Faking It (feat Kehlani & Lil Yachty)                                             | 2017  | 97        | 75        | —         | —         | —         | —         | 99        | 94        | —         | —         | —         | —         | —         | | Funk Wav Bounces Vol. 1                    |
| The Weekend (avec SZA)                                                            | 2017  | —         | —         | —         | —         | —         | —         | —         | —         | —         | —         | —         | —         | —         | - : Or |                                            |
| Nuh Ready Nuh Ready (feat PartyNextDoor)                                          | 2018  | 48        | —         | —         | —         | —         | —         | 83        | —         | —         | —         | —         | —         | —         | | 96 Months                                  |
| One Kiss (avec Dua Lipa)                                                          | 2018  | 1         | 1         | 1         | 3         | 1         | 1         | 6         | 26        | 2         | 1         | 6         | 1         | 2         | - : 6 × Platine - : Platine - : 4 × Platine - : 2 × Platine - : 3 × Platine - : 2 × Platine - : Diamant - : Platine - : 2 × Platine | 96 Months / Dua Lipa: Complete Edition     |
| Promises (avec Sam Smith)                                                         | 2018  | 1         | 1         | 2         | 4         | 1         | 2         | 15        | 65        | 2         | 1         | 7         | 4         | 3         | - : 2 × Platine - : Or - : 4 × Platine - : Platine - : Or - : Platine - : Diamant - : Platine                                       | 96 Months / Love Goes                      |
| I Found You (avec Benny Blanco)                                                   | 2018  | 29        | 43        | —         | 54        | —         | 19        | 95        | —         | —         | 24        | —         | —         | —         | - : Argent | Friends Keep Secrets                       |
| Giant (avec Rag'n'Bone Man)                                                       | 2019  | 2         | 1         | 6         | 19        | 1         | 1         | 29        | —         | 6         | 3         | 21        | 8         | 5         | - : 2 × Platine - : Or - : Platine - : Platine - : Or - : Or - : Platine - : Or                                                     | 96 Months                                  |
| I'm Not Alone 2019                                                                | 2019  | 66        | 30        | —         | —         | —         | —         | —         | —         | —         | —         | —         | —         | —         | | 96 Months                                  |
| Over Now (avec The Weeknd)                                                        | 2020  | 33        | 27        | 92        | 17        | —         | 34        | 22        | 38        | 42        | 26        | 38        | 83        | 41        | |                                            |
| By Your Side (avec Tom Grennan)                                                   | 2021  | 9         | —         | 75        | —         | 23        | 19        | 65        | —         | 90        | 8         | —         | 24        | 73        | - : Platine - : Or - : Or - : Or | 96 Months / Evering Road (Special Edition) |
| Potion (avec Dua Lipa & Young Thug)                                               | 2022  | 16        | —         | 85        | 32        | —         | 28        | 31        | 71        | 99        | 9         | 35        | 45        | 31        | - : Argent - : Or | Funk Wav Bounces Vol. 2                    |
| New Money (avec 21 Savage)                                                        | 2022  | —         | —         | —         | —         | —         | —         | —         | —         | —         | —         | —         | —         | —         | | Funk Wav Bounces Vol. 2                    |
| Stay With Me (avec Justin Timberlake & Halsey & Pharrell Williams)                | 2022  | 10        | —         | —         | —         | 37        | 21        | 51        | —         | —         | 15        | —         | 38        | —         | - : Argent - : Or | Funk Wav Bounces Vol. 2                    |
| New to You (avec Normani & Tinashe & Offset)                                      | 2022  | —         | —         | —         | —         | —         | —         | —         | —         | —         | —         | —         | —         | —         | | Funk Wav Bounces Vol. 2                    |
| Obsessed (avec Charlie Puth & Shenseea)                                           | 2022  | 71        | —         | —         | —         | —         | —         | 76        | —         | —         | —         | —         | —         | —         | | Funk Wav Bounces Vol. 2                    |
| Miracle (avec Ellie Goulding)                                                     | 2023  | 1         | —         | 43        | 13        | 3         | 3         | 71        | —         | 20        | 1         | 37        | 6         | 23        | - : 2 × Platine - : 2 × Platine - : Platine - : Or - : Platine                                                                      | 96 Months                                  |
| Desire (avec Sam Smith)                                                           | 2023  | 6         | —         | 81        | —         | 7         | 5         | 12        | —         | 28        | 7         | —         | 11        | 48        | - : Platine - : Or - : Or - : Or | 96 Months                                  |
| Body Moving (avec Eliza Rose)                                                     | 2023  | 34        | —         | —         | —         | —         | —         | —         | —         | —         | —         | —         | —         | —         | - : Argent | 96 Months                                  |
| Lovers in a Past Life (avec Rag'n'Bone Man)                                       | 2024  | 13        | —         | —         | —         | 30        | 42        | —         | —         | —         | 30        | —         | 81        | —         | | 96 Months                                  |
| Free (avec Ellie Goulding)                                                        | 2024  | 35        | —         | —         | —         | —         | —         | —         | —         | —         | —         | —         | —         | —         | - : Argent | 96 Months                                  |
| Smoke The Pain Away                                                               | 2024  | 46        | —         | —         | —         | 17        | 43        | —         | —         | —         | —         | —         | —         | —         | |                                            |
| Blessings (avec Clementine Douglas)                                               | 2025  | 3         | —         | 33        | —         | 4         | 12        | 91        | —         | —         | 5         | —         | 8         | 24        | - : Argent |                                            |
| « — » signifie que le single n'est pas sorti ou ne s'est pas classé dans le pays. |       |           |           |           |           |           |           |           |           |           |           |           |           |           | |                                            |

### Sous Love Regenerator
| Titre                                                                             | Année | Positions | Positions | Album                        |
| Titre                                                                             | Année | R-U       | ÉCO       | Album                        |
| --------------------------------------------------------------------------------- | ----- | --------- | --------- | ---------------------------- |
| Live Without Your Love (avec Steve Lacy)                                          | 2020  | 75        | 46        | 96 Months                    |
| We Can Come Together (avec Eli Brown)                                             | 2021  | —         | —         | Love Regenerator x Eli Brown |
| Rollercoaster (avec Solardo)                                                      | 2021  | —         | —         | Love Regenerator x Solardo   |
| Lonely (avec Riva Starr feat Sananda Maitreya)                                    | 2022  | —         | —         | 96 Months                    |
| « — » signifie que le single n'est pas sorti ou ne s'est pas classé dans le pays. |       |           |           |                              |

### Artiste invité
| Titre                                                                             | Année | Positions | Positions | Positions | Positions | Positions | Positions | Positions | Positions | Positions | Positions | Positions | Positions | Positions | Certification                                                                                                | Album           |
| Titre                                                                             | Année | R-U       | ÉCO       | ALL       | AUS       | BEL (FL)  | BEL (WAL) | CAN       | É-U       | FRA       | IRE       | N-Z       | P-B       | SUI       | Certification                                                                                                | Album           |
| --------------------------------------------------------------------------------- | ----- | --------- | --------- | --------- | --------- | --------- | --------- | --------- | --------- | --------- | --------- | --------- | --------- | --------- | --- | --------------- |
| Dance Wiv Me (Dizzee Rascal feat Calvin Harris & Chrome)                          | 2008  | 1         | 4         | 48        | 13        | 40        | —         | —         | —         | —         | 5         | —         | —         | —         | - : Platine - : Or                                                                                           | Tongue n' Cheek |
| We Found Love (Rihanna feat Calvin Harris)                                        | 2011  | 1         | 1         | 1         | 2         | 3         | 2         | 1         | 1         | 1         | 1         | 1         | 3         | 1         | - : 2 × Platine - : 2 × Platine - : 6 × Platine - : Platine - : 11 × Platine - : 3 × Platine - : 2 × Platine | Talk That Talk  |
| Off the Record (Tinchy Stryder feat Calvin Harris & Burns)                        | 2011  | 24        | 23        | —         | —         | —         | —         | —         | —         | —         | —         | —         | —         | —         | |                 |
| I'm Not Here to Make Friends (Sam Smith feat Calvin Harris & Jessie Reyez)        | 2023  | 23        | —         | 100       | 40        | 3         | 6         | 32        | 71        | 178       | 32        | —         | 64        | 50        | | Gloria          |
| « — » signifie que le single n'est pas sorti ou ne s'est pas classé dans le pays. |       |           |           |           |           |           |           |           |           |           |           |           |           |           | |                 |

## Remixes
2006
- All Saints - Rock Steady (Calvin Harris Remix)

2007
- CSS - Let's Make Love and Listen to Death from Above (Calvin Harris Remix)
- The Mitchell Brothers - Michael Jackson (Calvin Harris Remix)

2008
- The Ting Tings - Great DJ (Calvin Harris Remix)
- Cut Copy - Hearts on Fire (Calvin Harris Remix)
- Primal Scream - Uptown (Calvin Harris Remix)
- The Hours - See the Light (Calvin Harris Remix)
- Kaiser Chiefs - Good Days Bad Days (Calvin Harris Remix)

2009
- Zuper Blahq - Here We Go (Calvin Harris Remix)
- The Ting Tings - We Walk (Calvin Harris Remix)
- Shakira - She Wolf (Calvin Harris Remix)
- Passion Pit - The Reeling (Calvin Harris Remix)
- Mr Hudson feat. Kanye West - Supernova (Calvin Harris Remix)
- David Guetta feat. Estelle - One Love (Calvin Harris Remix)
- Katy Perry - Waking Up in Vegas (Calvin Harris Remix)
- Mika - We Are Golden (Calvin Harris Remix)

2010
- Kelis - 4th of July (Fireworks) (Calvin Harris Remix)

2011
- Nero - Promises (Calvin Harris Remix)
- Manufactured Superstars feat. Selina Albright - Serious (Calvin Harris Remix)
- Burns - Iced Out (Calvin Harris Remix)
- Sophie Ellis-Bextor - Off and On (Calvin Harris Remix)

2012
- The Ting Tings - Hands (Calvin Harris Remix)
- Calvin Harris feat. Ne-Yo - Let's Go (Calvin Harris Remix)
- Scissor Sisters - Only the Horses (Calvin Harris Remix)
- Rihanna - Where Have You Been (The Calvin Harris Remix)
- Florence and the Machine - Spectrum (Say my name) (Calvin Harris Remix)

2013
- Empire of the Sun - DNA (Calvin Harris Remix)
- The Killers - When You Were Young (Calvin Harris Remix)
- Fatboy Slim & Riva Starr feat. Beardyman - Eat, Sleep, Rave, Repeat (Calvin Harris Remix)

2015
- Calvin Harris feat. Haim - Pray to God (Calvin Harris vs. Mike Pickering Hacienda Remix)
- Calvin Harris & Disciples - How Deep Is Your Love (Calvin Harris & R3hab Remix)

2017
- SZA - The Weekend (Funk Wav Remix)

2018
- Halsey feat. Big Sean & Stefflon Don - Alone (Calvin Harris Remix)

2021
- Møme - Club Sandwich (Calvin Harris Remix)

2023
- Calvin Harris & Sam Smith - Desire (Calvin Harris VIP Mix)

## Clips vidéo
| Titre                                                              | Année | Réalisateur                   |
| ------------------------------------------------------------------ | ----- | ----------------------------- |
| Acceptable in the 80s                                              | 2007  | Woof Wan-Bau                  |
| The Girls                                                          | 2007  | Kim Gehrig                    |
| Merrymaking at My Place                                            | 2007  | Kinga Burza                   |
| Dance wiv Me (Dizzee Rascal feat Calvin Harris & Chrome)           | 2008  | Mark Anthony Galluzzo         |
| I'm Not Alone                                                      | 2009  | Christian Holm-Glad           |
| Ready for the Weekend                                              | 2009  | Ben Ib                        |
| Flashback                                                          | 2009  | Vincent Haycock               |
| You Used to Hold Me                                                | 2010  | Dan & Julian                  |
| Bounce (avec Kelis)                                                | 2011  | Vincent Haycock et AG Rojas   |
| Feel So Close                                                      | 2011  | Vincent Haycock               |
| We Found Love (Rihanna feat Calvin Harris)                         | 2011  | Melina Matsoukas              |
| Off the Record (Tinchy Stryder feat Calvin Harris & Burns)         | 2011  | Luke Monaghan et James Barber |
| Let's Go (feat Ne-Yo)                                              | 2012  | Vincent Haycock               |
| We'll Be Coming Back (feat Example)                                | 2012  | Saman Keshavarz               |
| Sweet Nothing (feat Florence Welch)                                | 2012  | Vincent Haycock               |
| Drinking From The Bottle (feat Tinie Tempah)                       | 2013  | Vincent Haycock et AG Rojas   |
| I Need Your Love (feat Ellie Goulding)                             | 2013  | Emil Nava                     |
| Thinking About You (feat Ayah Marar)                               | 2013  | Vincent Haycock               |
| Under Control (avec Alesso & Hurts)                                | 2013  | Emil Nava                     |
| Summer                                                             | 2014  | Emil Nava                     |
| Blame (feat John Newman)                                           | 2014  | Emil Nava                     |
| Outside (feat Ellie Goulding)                                      | 2014  | Emil Nava                     |
| Pray to God (feat Haim)                                            | 2014  | Emil Nava                     |
| How Deep Is Your Love (avec Disciples)                             | 2014  | Emil Nava                     |
| This Is What You Came For (avec Rihanna)                           | 2016  | Emil Nava                     |
| Hype (avec Dizzee Rascal)                                          | 2016  | Emil Nava                     |
| My Way                                                             | 2016  | Emil Nava                     |
| Feels (feat Pharrell Williams & Katy Perry & Big Sean)             | 2017  | Emil Nava                     |
| Hard to Love (feat Jessie Reyez)                                   | 2017  | Philip Harris                 |
| Faking It (feat Kehlani & Lil Yachty)                              | 2017  | Emil Nava                     |
| Nuh Ready Nuh Ready (feat PartyNextDoor)                           | 2018  | Emil Nava                     |
| One Kiss (avec Dua Lipa)                                           | 2018  | Emil Nava                     |
| Promises (avec Sam Smith)                                          | 2018  | Emil Nava                     |
| I Found You (avec Benny Blanco)                                    | 2019  | Jake Schreier                 |
| Giant (avec Rag'n'Bone Man)                                        | 2019  | Emil Nava                     |
| Live Without Your Love (sous Love Regenerator avec Steve Lacy)     | 2020  | Emil Nava                     |
| By Your Side (avec Tom Grennan)                                    | 2021  | Emil Nava                     |
| Potion (avec Dua Lipa & Young Thug)                                | 2022  | Emil Nava                     |
| Stay With Me (avec Justin Timberlake & Halsey & Pharrell Williams) | 2022  | Emil Nava                     |
| Obsessed (avec Charlie Puth & Shenseea)                            | 2022  | Emil Nava                     |
| Miracle (avec Ellie Goulding)                                      | 2023  | Taz Tron Delix                |
| Desire (avec Sam Smith)                                            | 2023  | KC Locke                      |
| Body Moving (avec Eliza Rose)                                      | 2023  | Jeanie Crystal                |
| Lovers in a Past Life (avec Rag'n'Bone Man)                        | 2024  | Hector Dockrill               |

## Productions
- I Wanna Have Your Babies - Natasha Bedingfield, live dans l'émission Live Lounge sur BBC Radio 1 en 2007.
- Stillness in Time - Jamiroquai, de Radio 1 Established 1967.
- Fire - Kasabian, live dans l'émission Live Lounge sur BBC Radio 1  en 2009.
- Century - Tiësto avec Calvin Harris, de l'album Kaleidoscope.
- Reminds Me of You - LMFAO avec Calvin Harris, de l'album Sorry for Party Rocking.

| Année | Chanson                   | Artiste(s)                 | Album                                       |
| ----- | ------------------------- | -------------------------- | ------------------------------------------- |
| 2007  | Heart Beat Rock           | Kylie Minogue              | X                                           |
| 2007  | In My Arms                | Kylie Minogue              | X                                           |
| 2007  | Michael Jackson           | The Mitchell Brothers      | Dressed for the Occasion                    |
| 2009  | Holiday                   | Dizzee Rascal feat. Chrome | Tongue n' Cheek                             |
| 2009  | Road Rage                 | Dizzee Rascal feat. Chrome | Tongue n' Cheek                             |
| 2010  | Time Machine              | Example                    | Won't Go Quietly                            |
| 2010  | Too Much                  | Kylie Minogue              | Aphrodite                                   |
| 2010  | Hands                     | The Ting Tings             | Sounds from Nowheresville                   |
| 2010  | Yeah 3x                   | Chris Brown                | F.A.M.E.                                    |
| 2011  | Off & On                  | Sophie Ellis-Bextor        | Make a Scene                                |
| 2011  | We Found Love             | Rihanna                    | Talk That Talk                              |
| 2011  | Where Have You Been       | Rihanna                    | Talk That Talk                              |
| 2011  | Off the Record            | Tinchy Stryder             | Full Tank                                   |
| 2011  | One Life                  | Mary J. Blige              | My Life II... The Journey Continues (Act 1) |
| 2012  | Only the Horses           | Scissor Sisters            | Magic Hour                                  |
| 2012  | Call My Name              | Cheryl Cole                | A Million Lights                            |
| 2012  | Supernatural              | Ke$ha                      | Warrior                                     |
| 2013  | All The Things            | Pitbull feat. Inna         | Meltdown                                    |
| 2014  | I Will Never Let You Down | Rita Ora                   |                                             |
| 2016  | Olé                       | John Newman                |                                             |
| 2018  | Chalice                   | Donae'O feat. Belly        |                                             |
| 2020  | Some Nights Last for Days | Example                    | Some Nights Last for Days                   |
| 2022  | I Heard You're Married    | The Weeknd feat. Lil Wayne | Dawn FM                                     |
| 2024  | Fuckin' Up the Disco      | Justin Timberlake          | Everything I Thought It Was                 |
| 2024  | No Angels                 | Justin Timberlake          | Everything I Thought It Was                 |
| 2024  | Infinity Sex              | Justin Timberlake          | Everything I Thought It Was                 |